# Nihonogomphus silvanus
Nihonogomphus silvanus är en trollsländeart som beskrevs av Zhou och Wu 1992. Nihonogomphus silvanus ingår i släktet Nihonogomphus och familjen flodtrollsländor. Inga underarter finns listade i Catalogue of Life.